# Perbál
Perbál (deutsch Perwall) ist eine ungarische Gemeinde im Komitat Pest.

## Geografische Lage
Perbál liegt ca. 30 km westlich der ungarischen Hauptstadt Budapest. Der mittelungarische Ort liegt im Schambecker Becken (Zsámbéki-medence) inmitten der waldreichen Budaer Berge (Budai-hegység) und des Pilischgebirges (Pilisi-hegység). Nachbargemeinden von Perbál sind Tök, Tinnye und Jenie (Budajenő).
In der Gemeinde entspringen zwei Quellen. Der höchste Berg in der Nähe ist ca. 300–400 Meter hoch.
Perbál hat seit 1997 eine Partnerschaft mit der nordhessischen Gemeinde Burgwald.

## Sehenswürdigkeiten
- Quellen
- Kirche
- Weinkeller
- Vertriebenendenkmal